# HD48797
HD48797 — хімічно пекулярна зоря спектрального класу A4, що має видиму зоряну величину в смузі V приблизно  6,3.
Вона  розташована на відстані близько 549,1 світлових років від Сонця.